# Monotropastrum pumilum
Monotropastrum pumilum är en ljungväxtart som beskrevs av H. Andres. Monotropastrum pumilum ingår i släktet Monotropastrum och familjen ljungväxter. Inga underarter finns listade i Catalogue of Life.